# 나루세 지사토
나루세 치사토(일본어: 成瀬 ちさと なるせ ちさと, 생일: 6월 15일)는 일본 도쿄도 출신의 일러스트레이터이다. 미소녀 게임 등의 캐릭터 디자인과 작화, 그리고 라이트 노벨 등의 삽화를 맡았다. 초기 일부 일러스트나 동인지의 경우 '토사치 세루나(일본어: 都幸 せるな とさち せるな 도사치 세루나[*])'라는 이름으로 활동하기도 했다.
취미는 산보, 사진촬영, 강아지 키우기.

## 작품
작품은 다음과 같다.

### 화집 및 설정자료집
- Farbereise[4] (엔터브레인) 2004년 1월 23일 초판발행, ISBN 9784757717640
- AS~엔젤릭 세레나데 일러스트&설정자료집 (에닉스) 2003년 2월 초판발행, ISBN 9784757508842
- F~퍼내틱~ 비주얼 팬북 (엔터브레인) 2004년 7월 초판발행, ISBN 9784757719453

### 일러스트 및 삽화

#### 라이트노벨 및 앤솔로지
- 다크 바이올렛(ダーク·バイオレッツ) (미디어 웍스 전격 문고) ※1권만 해당
- 엔젤릭 세레나데(エンジェリックセレナーデ) (에닉스 Game novels)
- NEO 닌자전 시크릿×버서스(NEO忍者伝 シークレット×ヴァーサス) (스퀘어 에닉스 EX노벨)
- 천벌 엔젤라비 소서리엄의 비밀(天罰エンジェルラビィ☆ - ソーサリアムの秘密) (미디어 팩토리 MF문고J) ※표지와 부록 포스터 일러스트만 해당
- 퍼내틱(ファナティック) (엔터브레인 패미통 문고)
- 파이널 판타지XI 앤솔로지 코믹스 미스라 편(ファイナルファンタジーXI アンソロジーコミック ミスラ編) (엔터브레인)
- 케이쿄쿠 마법과 치루비 선생(警極魔道課チルビィ先生) (슈에이샤 슈퍼 대시 문고)

#### 잡지
- 나츠미 시간 24시(なつみ時間24時) - 《칼라풀 만복성》(カラフル萬福星) 웹 기획, 비부로스(ビブロス)
- 해지는 언덕에서 부르는 노래(夕日の丘でうたううた)[5] - 《마지큐 프리미엄》(マジキュープレミアム), 엔터브레인 (2002년 여름호)
- 마지컬럼(マジコラム) - 《마지큐》(マジキュー), 엔터브레인 (2006년 10월호 ~ )

#### 기타
- 행복의 파랑새(幸せのアオイ鳥) (게임 《마이셀프 ; 유어셀프》 초회한정판 특전)
- 《우리들에게 날개는 없다》(俺たちに翼はない) 초회한정판 책자 일러스트 1점

### 게임
- 꿈의 날개 (KID)
- 인어의 계절 (Game Village)
- AS~엔젤릭 세레나데 (코가도 스튜디오)[6]
- 매지컬 트월러 엔젤라비☆ (まじかる·トワラー·エンジェルラビィ☆) (코가도 스튜디오)
- F~퍼내틱~ (프린세스 소프트)
- Twelve~전국봉신전~ (코나미)

### 게임 이외 캐릭터 디자인

#### 드라마 CD
- 트라이얼 트라이앵글(トライアルトライアングル) 드라마CD (ORTP)
- 모네(萌音) (코나미)

#### TCG
- 아쿠에이리언 에이지

## 동인활동 관련
- 탄포포야(일본어: たんぽぽ屋 たんぽぽや 단포포야[*]) 라는 이름의 서클로 활동한다.
- 매년 여름·겨울 코믹마켓에는 거의 매번 나오고, 그 사이에 열리는 중소규모 동인 행사에도 자주 출전한다.
- 타키카와 유우와는 친한 것으로 알려졌는데, 동인 행사에 같이 출전하는 경우가 많다.

## 기타사항
- 대부분의 일러스트레이터와 달리, 성인 동인지를 내거나 성인 미소녀 게임에 참여하는 일이 한 번도 없었다.
- 심지어 성인 일러스트를 그린 적도 없을 뿐만 아니라, 예전에 자신의 홈페이지에서 연락처 이메일 주소를 게재한 페이지에서는 "성인 일러스트 관련 문의는 받지 않는다"라는 공지가 있을 정도였다.

## 같이 보기
- 타키카와 유우